# Мохсен Солејмани
Мохсен Солејмани (перс. محسن سلیمانی; Техеран, 9. октобар 1959 – Београд, 22. јануар 2018) био је ирански прозни писац, преводилац и истраживач у области књижевне фикције и сатире.

## Биографија
Мохсен Солејмани рођен је 1959. године у Техерану. Дипломирао је Енглески језик и књижевност. Будући да се бавио превођењем и књижевном критиком прозе и фикције, као и писањем прича, године 1980. почео је да ради у Институту за исламску мисао и уметност. Пар година је био уредник сектора књижевне фикције, а поред тога и главни и одговорни уредник магазина "Ђонг-хаје сурех" за бројеве од 1. до 9. 
Године 1987, заједно са још 16 колега писаца и уметника међу којима су били и Мохсен Махмалбаф, Хасан Хосеини, Кеисар Аминпур и Ферејдун Амузадех Халили, напушта Институт за исламску мисао и уметност у знак протеста против наклоњености руководства Института десничарским политичким струјама, и одлази у часопис "Кејхан-е фарханг" (у преводу: "Универзум културе"). У том часопису био је уредник сектора за књижевне преводе и фикцију. 
Након три године прелази у међународно одељење Министарства за културу и исламску упуту, те низ година проводи у Лондону и Њујорку као директор сектора за културу. Истовремено је био и секретар сервиса за културу дневних листова "Хамшахри" (у преводу "Суграђанин", 1991), "Собх-е емруз" (у преводу "Јутрос", 2000) и "Бахар" (у преводу "Пролеће", 2000). 
Мохсен Солејмани је превео и уредио око 70 књига из области књижевне критике, принципа писања фикције, као и низ збирки прича. Написао је и завидан број чланака из области књижевности који су објављивани у бројним угледним домаћим часописима. Поред тога низ година је предавао писање фикције на Факултету лепих уметности Техеранског универзитета.
Министарство културе и исламске упуте Ирана 9. јула 2015. године доделило је Солејманију орден првог реда за уметност у области књижевне фикције.
Мохсен Солејмани преминуо је у јутро 22. јануара 2018. године у Београду, вршећи функцију Аташеа за културу и директора Културног центра Амбасаде Исламске Републике Иран у Србији. Иза њега су остали супруга и троје деце.

## Дела
Нека од дела Мохсена Солејманија су следећа:
- "Далеке године" (збирка приповедака)
- "Скривени познаник" (збирка приповедака)
- "Око у оку огледала" (књижевна критика и разговор)
- "Други осврт на причу" (превод)
- "Шта је роман?" (превод и ауторски текст)
- "Лекције о писању фикције" (превод)
- "Принципи писања фикције" (превод)
- "Из пера романописца" (превод)
- "Ремек-дела светске књижевности" (6 томова)
- "28 најчешћих списатељских грешака" (превод)
- "Речник књижевне фикције" (енглеско-персијски и персијско-енглески)
- "Како да напишем биографију?"
- "Тајне и оруђа сатире" (превод и ауторски текст)
- "Пошалице Евиних кћери"  Архивирано на веб-сајту  (6. јануар 2014)
- "Пошалице Адамових синова"
- "Моћ тачке гледишта" (превод)
- "Дизајн и структура романа" (превод)
- "Писање фикције за ученике основне школе" (превод, 2 тома)
- "Писање романа у слободно време"
- "Сатира, једноставним језиком"

### Преводи романа
- "Франкенштајн" Мери Шели  Архивирано на веб-сајту  (1. фебруар 2014)
- "Слика Доријана Греја" Оскара Вајлда  Архивирано на веб-сајту  (24. јануар 2015)
- "Евгенија Гранде" Онореа де Балзака  Архивирано на веб-сајту  (1. фебруар 2014)
- "Доктор Џекил и Мистер Хајд" Роберта Луиса Стивенсона  Архивирано на веб-сајту  (1. фебруар 2014)
- "Дугоноги тата" Џин Вебстер
- "Пинокио" Карла Колодија
- "Јадници" Виктора Игоа

### Уреднички и лекторски радови
- "Написати изврсну причу: Дијалог" Глорије Кемптон, у преводу Фахиме Мохамад Самсар
- "Основни водич за романописце: Постављање сценографије" Рејмонда Обстфелда, у преводу Абдолаха Каримзадеха
- "Све о креативном писању" Керол Вајтли, у преводу Махдија Гебраеија
- "Списатељски водич кроз особености карактера" Линде Еделштајн, у преводу Форузанде Даварпанах
- "Не морате бити познати да бисте написали своју аутобиографију" Стива Зусмера, у преводу Хасана Хашеми Минебада
- "Ревизија и самостално уређивање романа" Џејмса Скота Бела, у преводу Шахрама Егбалзадеха
- "Динамични карактери" Ненси Крес, у преводу Хасана Хашеми Минебада
- "Како креирати карактере које ће деца волети?" Илејн Мари Алфин, у преводу Фахиме Мохамад Самсар